# Morimotoite
La morimotoite (simbolo IMA: Mmt) è un minerale molto raro del supergruppo del granato, oltre che del gruppo del granato appartenente alla categoria dei nesosilicati con la composizione chimica Ca3TiFe2+Si3O12.

## Etimologia e storia
Per la descrizione dei granati di ferro-titanio, Huckenholz introdusse nel 1969 l'ipotetico membro finale Fe-melanite con la composizione 3CaO*FeO*TiO2*3SiO2(Ca3TiFe2+Si3O12), insieme all'analogo del magnesio Ca3TiMgSi3O12 (Mg-melanite).
Fu solo nel 1992 che la morimotoite fu descritta da un gruppo di lavoro giapponese guidato da Chiyoko Henmi come un nuovo minerale con questa composizione idealizzata e riconosciuto dall'Associazione Mineralogica Internazionale (IMA). Hanno chiamato il nuovo granato di titanio in onore dell'allora professore emerito di mineralogia all'Università di Osaka, il dottor Nobuo Morimoto, in riconoscimento dei suoi eccezionali contributi alla mineralogia e alla cristallografia.
Lo status della morimotoite come minerale a sé stante è controverso. La composizione chimica sia del granato naturale della località tipo che della morimotoite sintetica differisce poco dalla schorlomite naturale. Il fattore decisivo per la distinzione tra schorlomite e morimotoite è lo stato di ossidazione del ferro e del titanio e la posizione di questi ioni nel reticolo cristallino: Fe3+ sulla posizione del silicio tetraedrico nella schorlomite, Fe2+ sulla posizione ottaedrica nella morimotoite e in entrambi i minerali Ti4+ sulla posizione dell'ottaedro. Henmi e i suoi colleghi hanno impostato lo stato di ossidazione del titanio a Ti4+ e hanno determinato matematicamente quello del ferro standardizzando le analisi a 12 ioni ossigeno e 8 cationi. La distribuzione di titanio e ferro sulle diverse posizioni della griglia si basa sul confronto con altri granati. Non vi è alcuna conferma di queste ipotesi e risultati.
Nel 2002, la sintesi di granati ferro-titanio con la composizione di morimotoite quasi pura ha avuto successo, dimostrando così che la morimotoite può formarsi in condizioni geologicamente rilevanti.
Nel 2013, il gruppo di ricerca di Grew ha ristrutturato il gruppo del granato e ha stabilito uno schema uniforme per il calcolo degli stati di ossidazione e la distribuzione degli elementi nelle posizioni reticolari della struttura del granato solo da composizioni chimiche. Oltre alla morimotoite proveniente dalla località tipo (miniera di Fuka, Giappone), elencano anche i granati provenienti da altri cinque depositi come morimotoite.

## Classificazione
La classificazione strutturale dell'Associazione Mineralogica Internazionale (IMA) classifica la morimotoite come un minerale del supergruppo del granato, dove si trova insieme ad almandino, andradite, calderite, eringaite, goldmanite, grossularia, knorringite, majorite, menzerite-(Y), momoiite, piropo, rubinite, spessartina e uvarovite, con le quali forma il "gruppo del granato" con 12 cariche positive sulla posizione reticolare coordinata tetraedrica.
L'obsoleta, ma ancora in uso, 8ª edizione della sistematica minerale secondo Strunz elenca la morimotoite insieme ad almandino, andradite, calderite, goldmanite, grossularia, henritermierite, hibschite, holtstamite, hydrougrandite, katoite, knorringite, majorite, piropo, schorlomite, spessartina, uvarovite, wadalite e yamatoite (non più riconosciuta come minerale dall'IMA perché identica alla momoiite) nel "gruppo del granato" con il sistema nº VIII/A.08 all'interno della sottoclasse dei "nesosilicati".
La 9ª edizione della sistematica dei minerali di Strunz, che è stata aggiornata l'ultima volta dall'IMA nel 2009 e continuata poi nel database "mindat.org", annovera la morimotoite nel "gruppo del granato" all'interno della classe "9. Silicati (germanati)" e da lì nella sottoclasse "9.A Nesosilicati"; questa è ulteriormente suddivisa in base all'eventuale presenza di altri anioni e alla coordinazione dei cationi coinvolti, in modo che il minerale venga classificato in base alla sua composizione nella suddivisione "9.AD Nesosilicati senza anioni aggiuntivi; cationi in coordinazione [6] e/o maggiore", dove forma il sistema nº 9.AD.25 insieme a bitikleite, dzhuluite, usturite, elbrusite, eltyubyuite, eringaite, goldmanite, grossularia, holtstamite, irinarassite, katoite, kimzeyite, knorringite, majorite, menzerite-(Y), momoiite, spessartina, uvarovite, wadalite, almandino, andradite, calderite, piropo, schorlomite, toturite, hibschite e henritermierite.
Anche la sistematica dei minerali secondo Dana, utilizzata principalmente nel mondo anglosassone, classifica la morimotoite nella divisione dei "minerali nesosilicati"; la si trova insieme a kimzeyite e schorlomite nel "gruppo del granato (serie della schorlomite-kimzeyite)" con il sistema nº 51.04.03c all'interno della suddivisione "nesosilicati: gruppi SiO4 solo con cationi in coordinazione [6] e >[6]".

## Chimica
La morimotoite con composizione tratto terminale [X]Ca3 [Y](Ti4+Fe2+) [Z]Si3O12 è l'analogo del ferro-titanio della majorite ([X]Ca3 [Y](Si4+Mg2+) [Z]Si3O12) e forma cristalli misti complessi secondo la reazione di scambio:
- {\displaystyle {\ce {^{[Y]}Ti^{4+}\,+\,^{[Y]}Fe^{2+}=\,2\,^{[Y]}Fe^{3+}\,\,\,\,\,}}} (andradite)

- {\displaystyle {\ce {^{[Y]}Fe^{2+}\,+\,2\,^{[Z]}Si^{4+}=\,^{[Y]}Ti^{4+}\,+\,2\,^{[Z]}Fe^{3+}\,\,\,\,}}} (schorlomite)

e l'ipotetico Mg-morimotoite secondo la reazione:
- {\displaystyle {\ce {^{[Y]}Fe^{2+}=\, ^{[Y]}Mg^{2+}}}}

dove {\displaystyle {\ce {[X], [Y]}}} e {\displaystyle {\ce {[Z]}}} indicano le posizioni nella struttura del granato.
La seguente composizione empirica è data per la morimotoite della località tipo:
- {\displaystyle \mathrm {^{[X]}(Ca_{2,89}Mg_{0,11})\,^{[Y]}(Ti_{1,20}^{4+}Fe_{0,56}^{2+}Fe_{0,16}^{3+}Zr_{0,06}Mn_{0,02})\,^{[Z]}(Si_{2,32}Fe_{0,58}^{3+}Al_{0,10})O_{12}} }

## Abito cristallino
La morimotoite cristallizza nel sistema cubico nel gruppo spaziale Ia3d (gruppo nº 230) con 8 unità di formula per cella unitaria. Il cristallo misto naturale della località tipo ha il parametro reticolare a = 12,163 Å.
La struttura è quella del granato. Il calcio (Ca2+) occupa le posizioni {\displaystyle {\ce {X}}}, che sono dodecaedriche circondate da 8 ioni ossigeno, il titanio (Ti4+) e il ferro (Fe2+) occupano la posizione {\displaystyle {\ce {Y}}}, che è ottaedrica circondata da 6 ioni ossigeno, e la posizione {\displaystyle {\ce {Z}}}, che è tetraedrica circondata da 4 ioni ossigeno, è occupata esclusivamente dal silicio (Si4+).
Il granato ricco di morimotoite della carbonatite del fiume Ice è stato studiato da vari gruppi di lavoro. Ciò dimostra l'influenza delle ipotesi sugli stati di ossidazione del ferro e sulla distribuzione intracristallina dei cationi sulle formule minerali e sui nomi da esse derivati.
Locock e collaboratori concludono dalla loro interpretazione degli spettri di Mössbauer, supportata dagli spettri infrarossi, che Fe2+ è preferito nella posizione tetraedrica e assegnano l'alluminio (Al3+) alla posizione ottaedrica. Di conseguenza, si riferiscono al granato come schorlomite:
- schorlomite con {\displaystyle \mathrm {^{[Z]}Fe^{2+}} }:
{\displaystyle \mathrm {^{[X]}(Ca_{2,866}Mn_{0,019}Mg_{0,080}Na_{0,038})\,^{[Y]}(Ti_{1,058}^{4+}Fe_{0,631}^{3+}Al_{0,137}Fe_{0,057}^{2+}Mg_{0,055}Zr_{0,039}V_{0,014}^{3+}Mn_{0,013})\,^{[Z]}(Si_{2,348}Fe_{0,339}^{3+}Fe_{0,311}^{2+}\,4[H]_{0,005})O_{12}} }[12]

Anato calcola la distribuzione cationica solo sulla base della composizione con lo schema di calcolo per i granati presentato da Locock nel 2008 e arriva così a un'incorporazione esclusiva di Fe2+ in posizione ottaedrica e Al3+ in posizione tetraedrica. Altrettanto logicamente, si riferiscono allo stesso granato di morimotoite:
- morimotoite con {\displaystyle \mathrm {^{[Y]}Fe^{2+}} }:
{\displaystyle \mathrm {^{[X]}(Ca_{2,91}Mn_{0,03}Mg_{0,05}^{2+})\,^{[Y]}(Ti_{1,09}^{4+}Fe_{0,46}^{3+}Fe_{0,37}^{2+}Mg_{0,08})\,^{[Z]}(Si_{2,36}Fe_{0,51}^{3+}Al_{0,14})O_{12}} }

## Origine e giacitura
I ritrovamenti sono stati descritti da magmatiti basiche, carbonatiti e rocce calcosilicate metamorfiche da contatto e skarn. A parte la sua località tipo, la miniera di Fuka vicino a Bitchu-cho non lontano da Takahashi, nella prefettura di Okayama (isola di Honshū, Giappone), ci sono pochissimi siti documentati per la morimotoite in tutto il mondo.
I granati ricchi di morimotoite si formano in condizioni riducenti magmaticamente in magmatiti ricche di alcali, da basiche a ultrabasiche, o durante l'interazione di tali magmi con rocce silicatiche calcaree come la marna. Ci sono pochissimi siti confermati in tutto il mondo.
In Italia la morimotoite è stata trovata a Galzignano Terme (Veneto).
In Germania è stata rinvenuta a Ettringen (Renania-Palatinato); in Giappone nelle prefetture di Hokkaidō e Okayama.
In Romania a Prigor, in Slovacchia a Žilina e in Spagna a Fuerteventura.

### Skarn e magmi contaminati
La località tipo è uno skarn al contatto con le vene di quarzo-monzonite provenienti dalla miniera di Fuka vicino a Bitchu-cho vicino a Takahashi (Giappone). La morimotoite si è cristallizzata qui dai magmi che hanno invaso il calcare circostante e ne hanno modificato la composizione (magmi contaminati). I minerali di accompagnamento sono clinopirosseno, feldspato, vesuvianite, cristalli misti andradite-grossularia, wollastonite, prehnite e, in piccole quantità, perovskite, apatite, titanite, biotite, epidoto, ematite, zirconio, baddeleyite e calzirtite.

### Complessi carbonatici
Nella melteigite del complesso alcalino di Ice River nella Columbia Britannica (Canada), il granato ricco di morimotoite si trova insieme a diopside, calcite, nefelina, apatite e pirite.
Nella silico-carbonatite del complesso Afrikanda sulla penisola di Kola, nell'Oblast' di Murmansk, nel Circondario federale nordoccidentale (Russia), il granato ricco di morimotoite si trova insieme a magnesio-hastingsite, calcite, magnetite, perovskite, titanite, clinocloro e vari minerali di zirconio.
Nel piccolo complesso di carbonatite della Valle di Sung nelle colline del Khasi orientale nel Meghalaya, in India, il granato ricco di morimotoite si trova nell'ijolite insieme a nefelina, clinopirosseno, apatite, titanite e magnetite.
Altri siti confermati includono i complessi carbonatitici di Iivaara (Ijola) vicino a Kuusamo nel nord-est della Finlandia e l'isola di Rusinga in Kenya. Gli spettri infrarossi del granato di Rusinga indicano che il Fe2+ è incorporato in posizione tetraedrica, come nel caso dei granati del complesso alcalino di Ice River. La classificazione di questo granato come morimotoite è quindi discutibile.

## Forma in cui si presenta in natura
La morimotoite forma cristalli neri rombodecaedrici con lucentezza di diamante, che possono crescere fino a 1-2 cm di dimensione. I cristalli che appaiono microscopicamente uniformi possono anche essere aderenze di due granati che possono essere distinti dai raggi X. A causa delle distorsioni del reticolo cristallino che lo accompagnano, questi granati possono mostrare una leggera birifrangenza.